# Joseph von Radowitz

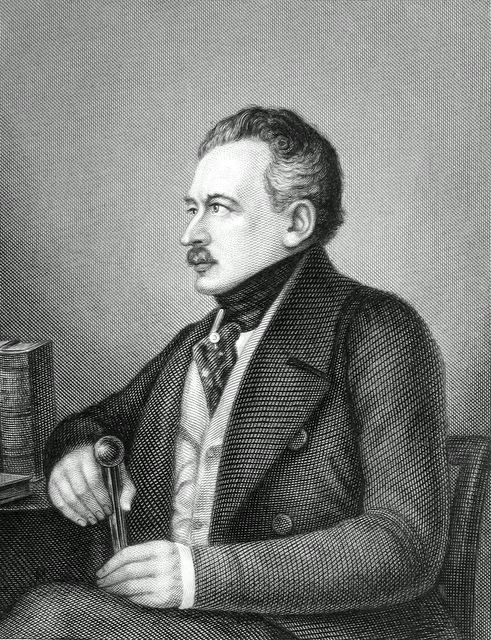
Joseph von Radowitz

Joseph Maria Ernst Christian Wilhelm von Radowitz (* 6. Februar 1797 in Blankenburg; † 25. Dezember 1853 in Berlin) war ein preußischer Generalleutnant, Diplomat und Politiker. Er war der Vordenker und Organisator der Erfurter Union, eines Einigungsversuchs unter preußischer Führung. Kurze Zeit während der Herbstkrise 1850 gehörte er als Außenminister dem Kabinett an. Sein Sohn Joseph Maria wurde ebenfalls ein bedeutender preußischer Diplomat.

## Leben

### Herkunft
Radowitz entstammte einer katholischen, ungarischen Familie. Er war der Sohn des gleichnamigen herzoglich braunschweigischen Kommissionsrates (* 1746; † 25. Dezember 1819 in Kassel) und dessen Ehefrau Friederike Therese, geborene von Könitz (* 20. Oktober 1766; † 28. Februar 1828 in Berlin, vorher verheiratet mit Haubold Reinhardt von Einsiedel, ihr gemeinsamer Sohn war Curt Haubold von Einsiedel).

### Karriere
Radowitz besuchte ab 1808 Militärschulen in Mainz, Charleroi, Straßburg, Paris und Kassel. 1812 trat er in die westphälische Armee ein und nahm auf der Seite der napoleonischen Truppen im Hauptquartier des Marschalls Jacques MacDonald an den Befreiungskriegen teil. Er kämpfte bei Großgörschen und bei Leipzig. Für die Schlacht bei Bautzen, in der er verwundet wurde, erhielt Radowitz das Kreuz der französischen Ehrenlegion. 1814 trat er in die kurhessische Armee ein und nahm an den Befreiungskriegen gegen Napoleon teil. Anschließend unterrichtete er an hessischen Militärschulen.
Radowitz war Mitglied im Schönfelder Kreis um die von ihrem Ehemann getrennt lebende Kurfürstin Auguste, eine Tochter von König Friedrich Wilhelm II. von Preußen. Der Schönfelder Kreis opponierte gegen Kurfürst Wilhelm II. von Hessen-Kassel und seine Mätresse und spätere zweite Ehefrau, Emilie Ortlöpp. Bei der Auflösung des Schönfelder Kreises durch den Kurfürsten wurde Radowitz in die Wasserfestung Ziegenhain strafversetzt. Er trat daraufhin als Hauptmann in die preußische Armee ein. Dort machte er als Parteigänger von Kurfürstin Auguste unter ihrem Bruder, König Friedrich Wilhelm III., schnell Karriere. Nach dem Regierungsantritt von König Friedrich Wilhelm IV. 1840 wurde er einer der engsten Berater des Königs. Ab 1842 wurde er als Gesandter eingesetzt, unter anderem in Karlsruhe, Wien – wo er die Revolution 1848 erlebte – und beim Deutschen Bund in Frankfurt am Main. Schon im Jahr zuvor hatte er in seiner Denkschrift "Deutschland und Friedrich Wilhelm IV." vor dem Ausbruch einer möglichen Revolution gewarnt, die nur abzuwenden sei, wenn Preußen verschleppte Reformen in Angriff nehme.
1848 trat Radowitz aus dem preußischen Staatsdienst aus, nachdem er zuvor vom hochkonservativen Kurs der Kamarilla um Friedrich Wilhelm IV. abgewichen war. Vom 20. Mai 1848 bis zum 30. Mai 1849 war er Abgeordneter in der Frankfurter Nationalversammlung für den westfälischen Wahlkreis Rüthen (Wahlkreis 7). „Radowitz stellte für eine Kandidatur in einer überwiegend katholischen und konservativ geprägten Landschaft insofern eine ideale Lösung dar, als er ebenso unzweifelhaft glaubenstreu [katholisch] war, wie er loyal zum [preußisch-protestantischen] König stand.“ In der Nationalversammlung engagierte er sich in militärischen Ausschüssen wie dem Flottenausschuss und auch im katholischen Klub. Radowitz gehörte der konservativen Fraktion „Café Milani“ an und engagierte sich gegen den Willen des preußischen Königs Friedrich Wilhelms IV. für die kleindeutsche Lösung unter der Vorherrschaft Preußens.

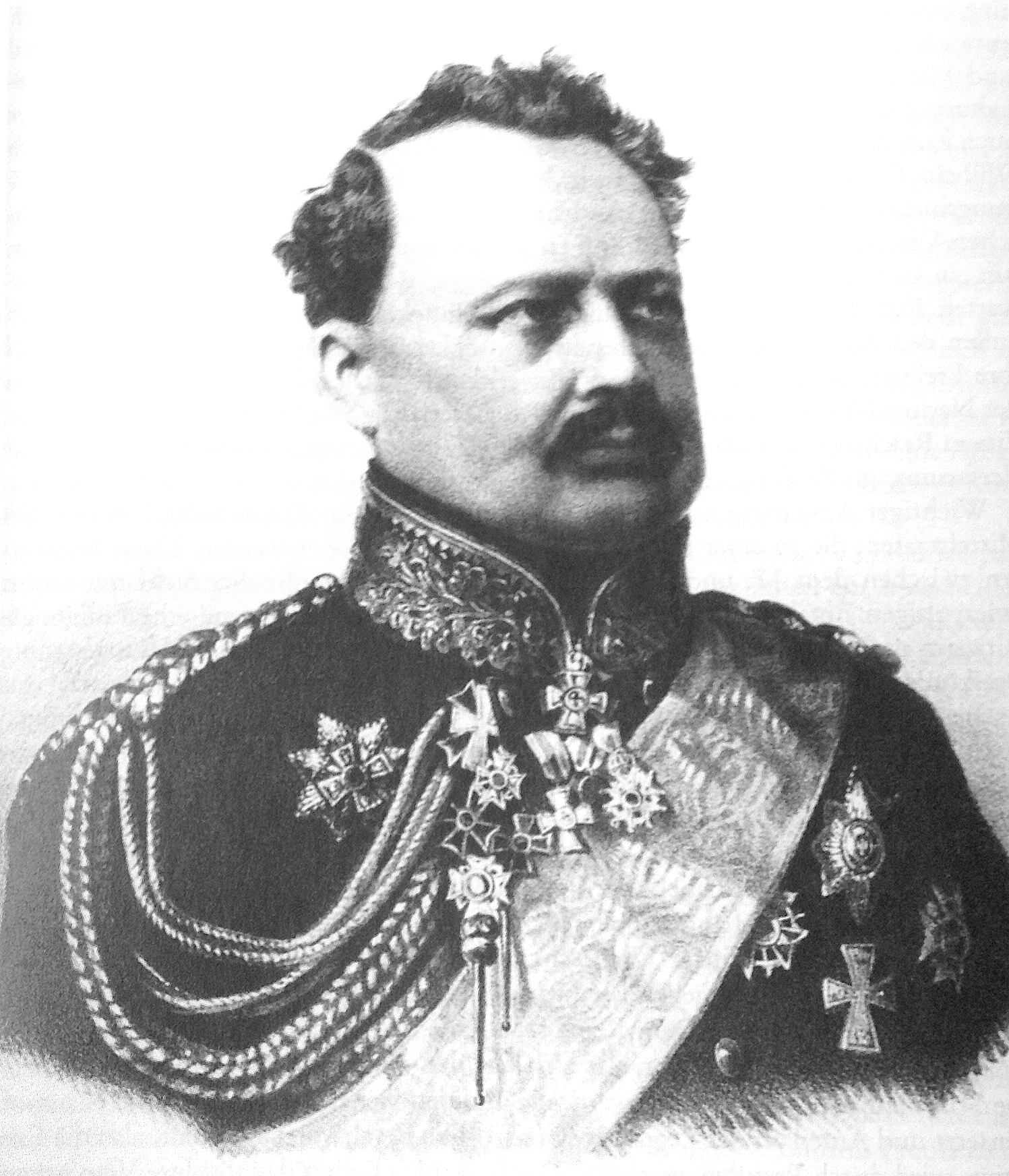
Joseph von Radowitz

In enger Abstimmung mit seinem König setzte Radowitz sich dagegen für eine Nationalstaatsgründung oder wenigstens eine Reform des Deutschen Bundes ein. Nachdem Friedrich Wilhelm im April 1849 die Kaiserkrone abgelehnt hatte, beauftragte er Radowitz mit Verhandlungen zur Schaffung der Erfurter Union, eines Bundesstaates, der über einen Staatenbund mit Österreich verbunden sein sollte.
Im Jahr 1850 wurde Radowitz zum Vorsitzenden des Verwaltungsrats der Union bestellt, daneben gehörte er dem Erfurter Unionsparlament auch als Abgeordneter an. Der Unionsplan scheiterte jedoch am Widerstand der Mittelstaaten wie Bayern, aber auch Hannover und Sachsen, die sich zunächst der Union angeschlossen hatten. Eine Bundesreform, wie noch auf den Dresdner Konferenzen von 1850/51 versucht, wurde ebenso von den Mittelstaaten vereitelt. Hinzu kam, dass hochkonservative Strömungen in Preußen und Österreich eine stärkere Vereinheitlichung Deutschlands ablehnten.
Vom 26. September bis 3. November 1850 war Radowitz kurze Zeit preußischer Außenminister; er musste zurücktreten, als sich Friedrich Wilhelm IV. vom Unionsprojekt abwandte. Sein Gegenspieler Otto von Bismarck kommentierte diesen Abgang in einem Brief an Hermann Wagener, er sei „vor Freude auf meinem Stuhl rund um den Tisch geritten . . . .“ Anschließend wurde Radowitz Sonderbotschafter in London. Ab August 1852 war er als Generalinspekteur des Militärerziehungs- und Bildungswesens für die preußische Armeeausbildung zuständig.

### Familie
Radowitz verheiratete sich am 23. Mai 1828 in Berlin mit Maria Auguste Karoline Luise Gräfin von Voß aus dem Hause Groß Gievitz (* 27. April 1807 in Berlin; † 1. Oktober 1889 ebenda). Aus der Ehe gingen folgende Kinder hervor:
- Marie Luise Auguste Mathilde Christiane Gerhardine Albertine (* 13. April 1829 in Berlin)
- Julius Felix Joseph Maria Friedrich August Karl Wilhelm (* 5. Dezember 1830 in Berlin; † 26. April 1834 ebenda)
- Clemens Maria Ludwig Georg Hermann Leopold Alexis (1832–1890), preußischer Generalleutnant
- Paul Maria Ludwig Eugen (* 15. Juni 1835 in Berlin)
- Joseph Maria (1839–1912), zuletzt deutscher Botschafter in Madrid